# Hexacola hexatoma
Hexacola hexatoma é uma espécie de insetos himenópteros, mais especificamente de vespas pertencente à família Figitidae.
A autoridade científica da espécie é Hartig, tendo sido descrita no ano de 1841.
Trata-se de uma espécie presente no território português.